# Kan ha diskan
 (mars 2015).
Le kan ha diskan, que l'on peut traduire par « chant et contre-chant », « chant et re-chant » ou « chant et déchant », est, en Bretagne, une technique de chant à danser a cappella traditionnel et tuilé en breton, pratiquée à deux ou plus.
Le meneur (kaner) ou la meneuse (kanerez) chante le couplet qui est repris ensuite par le ou les autre(s) chanteur(s) (diskaner(ien)), démarrant sur les dernières syllabes du précédent. Traditionnellement pratiqué a cappella, on entend beaucoup ce type de chant en festoù-noz pour faire danser les personnes présentes, bien que nombre de chanteurs interprètent des chansons à écouter ou à la marche avec la même technique. Il est principalement pratiqué en Centre-Bretagne (Kreiz Breizh en breton) par un couple ou un trio généralement. Par contraste, ce qu'on appelle « chant à répondre » désigne un chant sans tuilage mené par un soliste auquel répondent plusieurs personnes, en Haute-Bretagne, ou dans une large partie du Vannetais notamment. Cette pratique a été inscrite à l'Inventaire du patrimoine culturel immatériel en France en 2013.

## Histoire
Bien que son origine soit probablement plus ancienne, il faut attendre la fin du dix-neuvième siècle pour trouver, sous la plume du compositeur Louis-Albert Bourgault-Ducoudray une description de la technique du kan ha diskan :

« Cette chanson appartient à la classe des chansons de danse alternées qui s’exécutent toujours à deux voix et dans un diapason assez élevé, La présence obligée de deux chanteurs n’a pas pour but de présenter le motif sous forme de duo, mais de rendre la fatigue moins grande, en la divisant. L'un des chanteurs entonne la première phrase, l’autre lui répond et ainsi de suite. Comme ce dialogue musical ne doit pas apporter la moindre perturbation à l’unité rythmique, chaque chanteur a soin d’attaquer, avant le début de sa phrase, les dernières notes de la phrase chantée par son partenaire. Il se produit ainsi à la fin de chaque période un rinforzando résultant de la superposition des deux voix qui imprime un nouvel élan au chant et à la danse. »

À la même époque, le Trégorrois Narcisse Quellien, dans ses Chants et danses des Bretons, mentionne simplement l'utilisation du chant pour mener la danse, sans décrire la technique employée.

« Le peuple ne danse pas toujours au son des instruments. A un pardon, pour une aire-neuve, après le banquet de la moisson, l’envie peut venir de sauter une ronde ou une gavotte, sans qu’on ait pourtant un sonneur sous la main ; mais dans tout ce monde-là quelqu’un aura bien appris à « siffler dans la feuille de lierre » entre les dents. Si l’on n’a pas à sa disposition même l’emploi de cette espèce de mirliton, on entonnera une chanson, un sonn sur un métier : les uns chantent, pendant que les autres dansent ; ou bien l’on fait les deux à la fois. »

« Contrairement à une idée reçue - et partout réaffirmée - le kan ha diskan n'est pas une technique de chant à danser. Dans la tradition paysanne, il est un chant à toutes fins et s'adapte à toutes les circonstances de la vie. La danse n'est que l'un de ses emplois. Hors de la danse le kan-ha-diskan sert à raconter des histoires, souvent longues - amour, meurtres, guerre, sorcellerie - ; il sert aussi à rythmer la marche ; enfin - faisant l'économie de toute parole -, il permet  de se répondre d'un champ à un autre, voire d'un village à un autre. En changeant de contexte, il change de rythme et de tempo, parfois de dimensions. Aucun air n'a de texte attribué, on met les paroles qu'on veut sur l'air qu'on veut. »

— Extrait de la contribution d'Yvon Guilcher au livre d'hommage à Loeiz Ropars, Paotr ar festou-noz, publié chez Emgleo Breiz en 2011 (pages 85 à 101).
Le kan ha diskan tire sa popularité de son adéquation à la danse pour laquelle il est conçu. De plus, pour certains danseurs, il peut s'avérer plus facile de suivre le phrasé du chant que la phrase musicale pour caler son pas.
Une partie importante du répertoire est constituée de chansons parues sur feuilles volantes au XIXe siècle et au début du XXe siècle.
Traditionnellement, les danses étaient accompagnées soit par un couple de sonneurs (par exemple biniou-bombarde) ou par un couple de chanteurs de kan-ha-diskan. Dans certaines régions de la Cornouaille et du Vannetais, les deux types d'accompagnement se pratiquaient. Depuis les années 1950 et la fin de la civilisation paysanne bas-bretonne traditionnelle (modernisation de l'agriculture, basculement linguistique du breton vers le français), les deux types d'accompagnement se pratiquent partout ; de même que toutes les danses se pratiquent partout dans les festoù-noz alors qu'autrefois, seule une danse était généralement connue des danseurs, selon leur région.
Un renouveau du kan ha diskan se produit après la Seconde Guerre mondiale, initié au début par le cercle celtique de Poullaouen, à l'initiative de Loeiz Ropars.

## Caractéristiques

### Tuilage

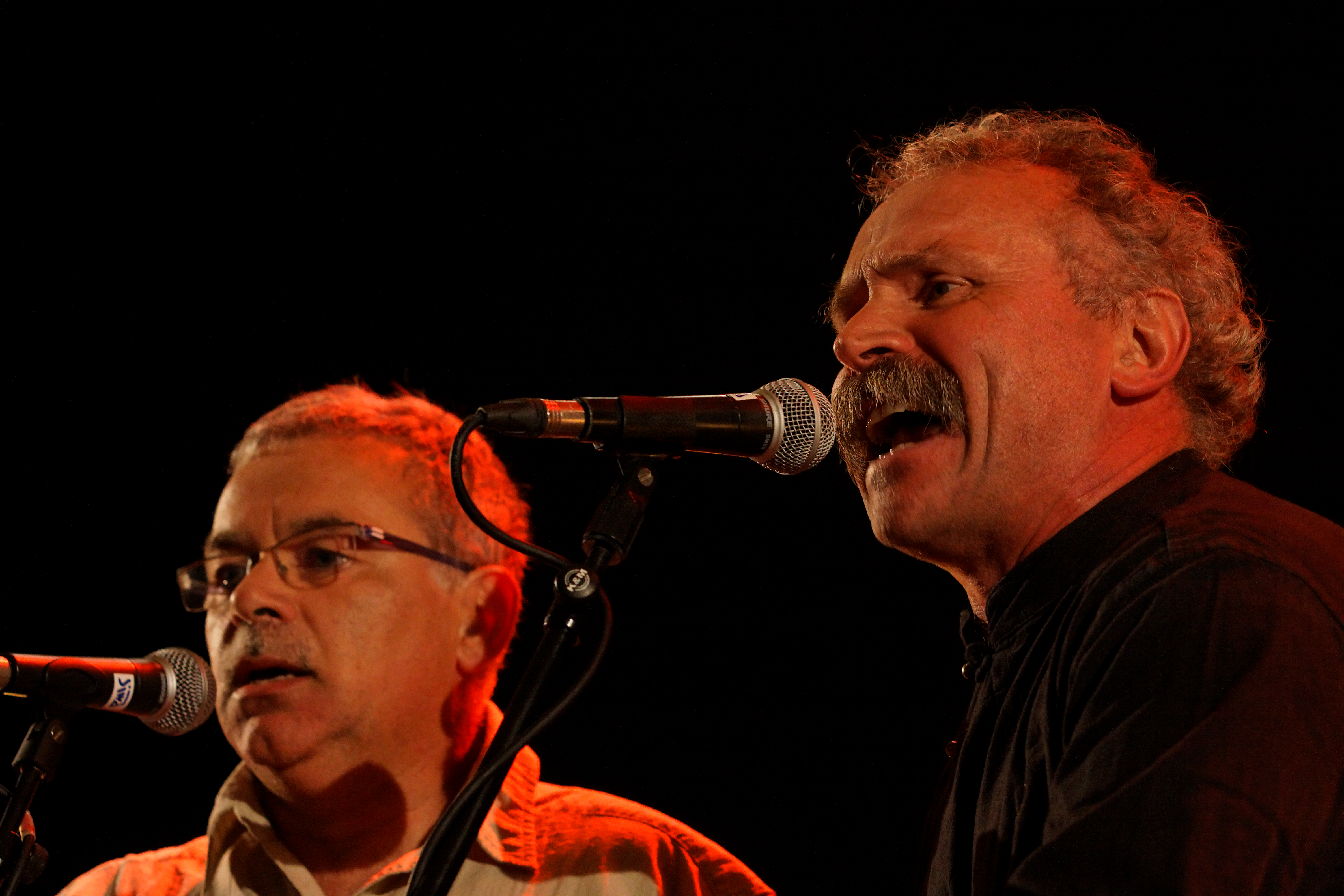
Les frères Quéré au festival de Cornouaille.

Les chanteurs utilisent la technique du « tuilage » : les dernières syllabes d'un couplet sont systématiquement chantées par tous les chanteurs, comme une sorte de « témoin » qu'ils se passent d'un couplet à l'autre, ce qui permet de ne jamais avoir de pause durant toute la durée du chant. Pour assurer la tenue du rythme, les chanteurs se tiennent parfois par la taille ou par l'épaule ; il est fréquent qu'ils scandent le rythme avec les pieds. Le tuilage est utilisé afin qu'il n'y ait pas de coupures de son dans l'accompagnement des danseurs. C'est la caractéristique du kan-ha-diskan que l'on ne retrouve pas dans le chant à répondre en Haute-Bretagne. D'ailleurs, Loeiz Ropars n'avait jamais entendu l'expression « kan ha diskan » dans sa jeunesse, mais se rappelait la phrase coutumière « Me a gano, ha te a ziskano ! » (Je chanterai et tu feras le contre-chant) lorsque le temps de la danse arrivait.

### Thèmes
Les chansons exclusivement en breton sont soit traditionnelles et leur origine peut être très ancienne, soit nouvellement inventées. Le plus souvent elles traitent d'histoires d'amour impossible, de problèmes quotidiens ou d'événements extraordinaires. Elles comportent parfois des dizaines de couplets.
Les chansons qui conviennent le mieux pour les ton simpl et ton doubl ont des vers de 13 pieds (7 + 6).

### Différents styles suivant les danses
Le kan ha diskan accompagne généralement les gavottes, la dañs fisel, la dañs plinn qui sont généralement chantées et dansées en suites (ton simpl, bal, ton doubl) mais il peut à l'occasion accompagner une valse, une scottish...
Il existe trois principaux styles de kan ha diskan, selon la danse :
- le style gavotte (gavotte, jibidi, pach pi, jilgodenn) ;
- le style fisel (fisel, kost ar c'hoad) ;
- le style plinn.

Par exemple, pour accompagner une gavotte (qui est une danse qui progresse horizontalement si l'on excepte la suspension verticale), il faut donner une impression de fluidité. En revanche, pour accompagner une fisel (qui comme le plinn est une danse progressant peu mais plutôt verticale avec des appuis plus légers et une suspension verticale assez marquée), il faut donner une impression de sautillements, un style plus rythmé, plus nerveux, plus rebondi. L'élocution est donc plus marquée, voir scandée.
Le style gavotte est historiquement le plus répandu. En effet, son territoire est très vaste et correspond quasiment à l'aire du kan ha diskan (Cornouaille / Centre-Bretagne et Trégor) tandis que les terroirs fisel et plinn sont très réduits. De ce fait, c'est le style le plus riche et en manières de danser et de chanter ainsi qu'en airs et en textes.
Le répertoire vannetais (ridées, an dro, hanter-dro, etc.) n'est pas accompagné par le kan-ha-diskan.
Pour nombre de chanteurs, la langue bretonne est centrale dans leur pratique. Avant la seconde moitié du XXe siècle cette langue était multiple, très fortement marquée par des « accents », des « couleurs » ou « dialectes » locaux. Certains chanteurs mettent en avant l'idée que les variations de cette langue sont à la racine de la multiplicité des musicalités et des danses en Basse-Bretagne.

### Airs

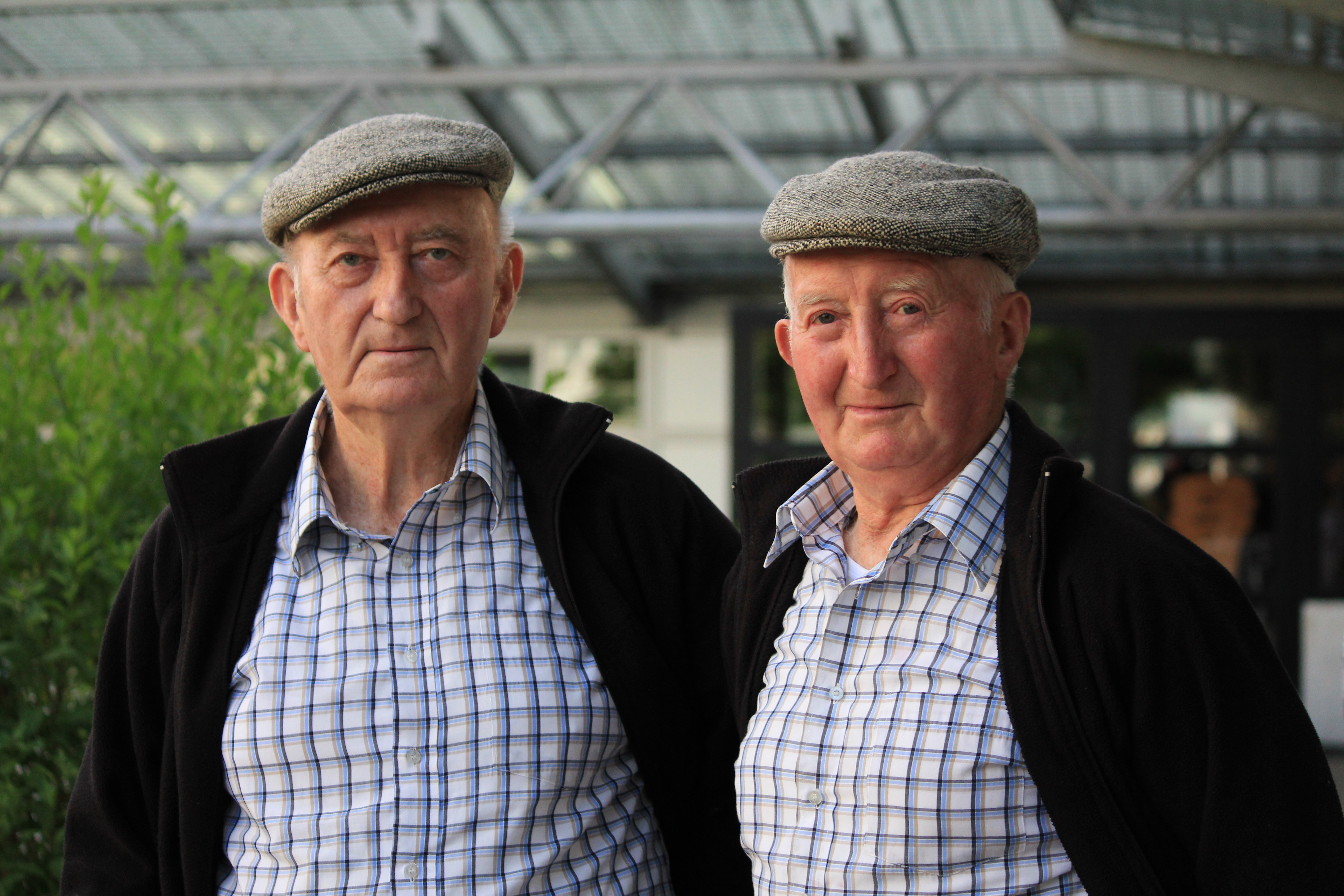
Les Frères Morvan possèdent un répertoire de chansons comportant parfois plus de cent strophes.

Les airs de kan ha diskan sont assez particuliers car historiquement la musique bretonne, contrairement à la musique classique post- Renaissance, n'est pas tempérée. La gamme n'est pas divisée en demi-tons mais peut varier par quarts de ton. Il en va de même pour la rythmique : bien que les danses centre-bretonnes se fondent sur une pulsation relativement stable et régulière, toute liberté est laissée à l'interprète pour créer une tension rythmique à l'intérieur du cadre de la danse. Là encore, aller vers la langue permet d'expliquer cela : à l'écoute du parlé breton ancien, on est frappé par l'élasticité du phrasé de langue bretonne, phrasé qui se transpose dans le cadre du chant à danser. Erik Marchand utilise l'expression « rythmique chewing-gum » pour désigner cette particularité.
Il est donc difficile de noter les airs selon la notation de la musique classique (il s'agira plus d'un aide-mémoire que d'une transcription exacte).

## Structure
Un chant se décompose généralement en quatre parties :
- l'appel ;
- le ton simpl ou ton kentañ ;
- le bal ;
- le ton diwezhañ (ton doubl ou ton tripl).

### Appel
Dans certains morceaux (uniquement dans les accompagnements de gavottes), une fois que les chanteurs se sont accordés, un texte d'introduction est chanté lentement. Puis le chant prend soudainement son rythme de croisière, le rythme de la danse. Parfois, les chanteurs se contentent de faire durer leur accordement (généralement sur des lalalelo) afin de laisser le temps aux danseurs de se mettre en place. Dans les gavottes, l'appel est souvent composé de la mélodie non chantée, sous forme de tralalaléno.
De même, le chant ne s'arrête pas brutalement à la fin, les chanteurs répétant la mélodie sous la forme d'un lalala en descendant progressivement.
Dans le cas d'une suite, l'appel n'a lieu que pour la première partie, le ton simpl. Les autres parties (bal et ton doubl ou ton tripl) sont enchaînées directement, sans pauses.
L'appel a trois fonctions :
- électriser l'assistance et attirer les danseurs dans la ronde sur l'aire à danser ;
- permettre aux chanteurs d'échauffer leur voix, de s'accorder sur l'air et négocier la hauteur (évidemment dans le cas d'un couple homme-femme, il est normal que la hauteur ne soit pas la même pour les deux) ;
- donner l'occasion aux chanteurs de se présenter, de lancer une rime amusante ou de raconter une histoire a-propos en quelques vers. Ils seront chantés sur l'air qui servira à la danse qui va suivre, mais de manière libre et arythmique.

À la fin de l'appel, le rythme et la hauteur de l'air sont fixés, la danse débute.

### Ton simpl
L'air défini dans l'appel est repris et conservé dans le ton simpl.

### Bal
Durant le bal (tamm diskuizh : littéralement « partie de repos » ou tamm kreiz, « morceau du milieu »), un refrain intervient, chanté plus « énergiquement » durant lequel les danseurs effectuent une figure (qui dépend de la danse en cours) : bal proprement dit après une marche (dañs plinn, dañs fisel, suite Treger...) ou simple figure (gavottes...).

### Ton doublouton tripl
Dans les danses en suite, comme les gavottes ou la dañs fisel, composées d'un ton simpl et d'un ton doubl séparé par un bal (tamm diskuizh ou tamm kreiz), la phrase musicale est souvent redoublée dans la dernière partie (ton diwezhañ), d'où le nom de ton doubl. Généralement, on introduit l'air sous la forme d'un long lalaleno au milieu du deuxième vers de chaque couplet. Cela ne change rien pour les danseurs qui pratiquent le même pas et le même tempo qu'au cours du ton simpl, si ce n'est que la phrase musicale couvrira plusieurs exécutions du pas de danse.
Il existe quelques rares ton triple, mais la difficulté technique explique leur rareté.

### Exemple
Dans An hentoù adkavet, dañs fisel de Denez Prigent, l'appel est constitué de la première strophe. Comme il est de coutume, il introduit rapidement le sujet (« J'ai eu envie d'écrire une chanson sur les participants du Tro Breizh »). Le ton simpl développe le sujet en respectant la forme annoncée dans l'appel. Il s'étend de la deuxième à la cinquième strophes. Le tamm diskuizh est constitué des sixième et septième strophe. Chanté plus lentement, il permet aux danseurs de se reposer et se préparer pour la suite. Le ton diwezhañ occupe le reste des paroles. Il conclut le sujet, contenant le message principal de l'auteur.

### Films
- Kan ha diskan de Violaine Dejoie-Robin, La Lanterne, 1995 (VHS 52 min)
- Les Frères Morvan de Jérémy Véron, Plan Large prod., 2009 (2 DVD 78 min)
- Marcel Guilloux, Ur skouarn da selaou de Jérémy Véron et Yann Simon, Association Patrimoine, 2010 (DVD 52 min)

### Chanteurs de kan ha diskan
- Armel an Héjer
- Albert Boloré
- Riwal Capitaine
- Anne-Marie Colomer
- Lommig Donniou
- Annie Ebrel
- Louise Ebrel
- Ifig Flatrès

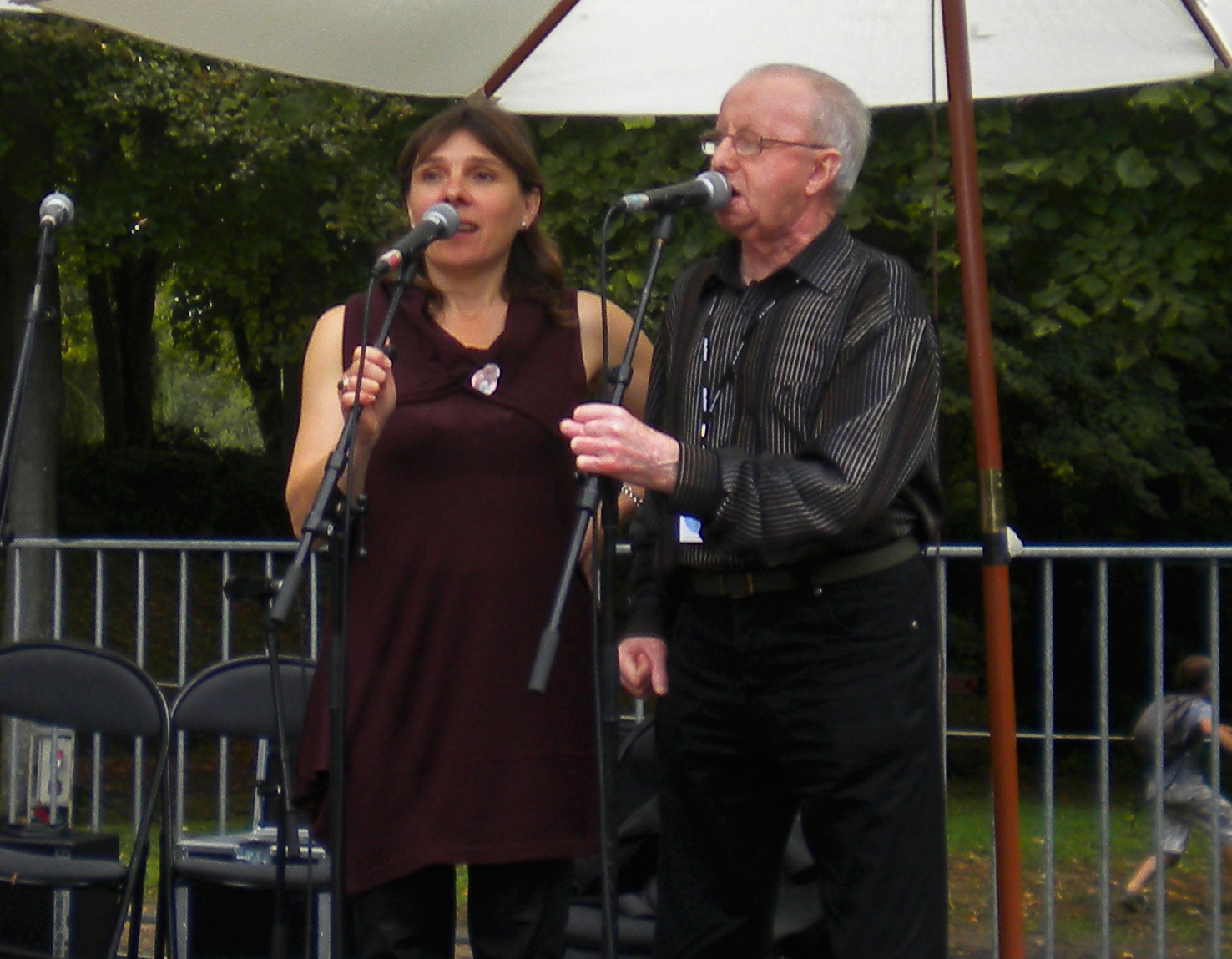
Annie Ebrel et Marcel Guilloux

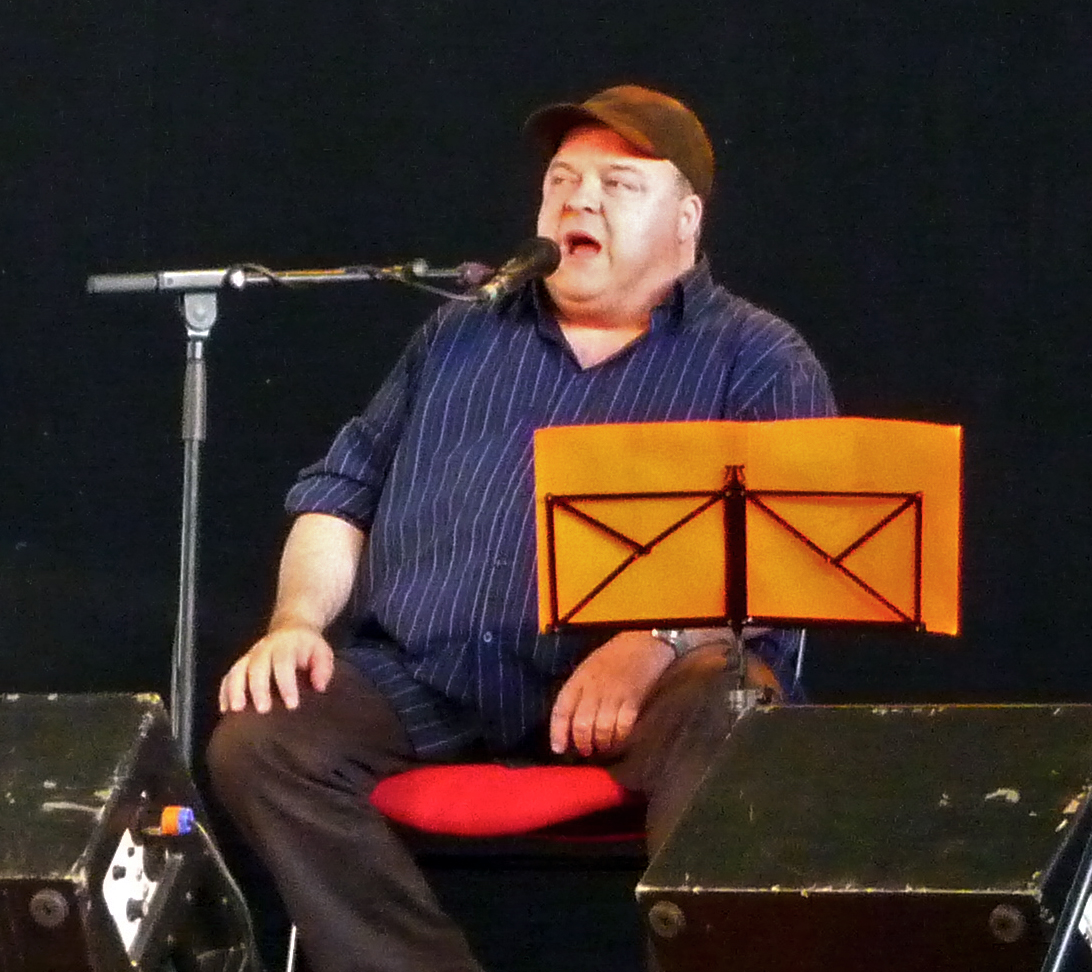
Lors Jouin

- Marie-Laurence Fustec et Brigitte Le Corre
- Sœurs Goadec
- Eugène Grenel
- Ronan Gueblez
- Marcel Guilloux
- Bastien Gwern
- Yves Jégo
- Laurent (Lors) Jouin
- Yann-Fañch Kemener
- Emmanuel Kerjean
- Laurent (Lors) Landat
- Nolùen Le Buhé
- Alain Le Clère
- Christophe Le Menn (Krismenn)
- Manon Le Querler
- Jean-Yves Le Roux
- Erik Marchand
- Eric Menneteau
- Gael Morin
- Ar vreudeur Morvan (Les Frères Morvan)
- Pierre Jean Motreff
- Kristen Nikolas
- Denez Prigent
- Frères Quéré (Jean-Pierre Quéré et Guy Quéré)
- Yann Raoul
- Christian Rivoalen et Sylvie Azéline Rivoalen
- Loeiz Roparz
- Alan Stivell
- Louis-Jacques Suignard
- Jean-Pierre Tallec
- Iffig Troadec et Nanda Troadec
- Marthe Vassallo

### Chanteurs et groupes modernes du kan ha diskan

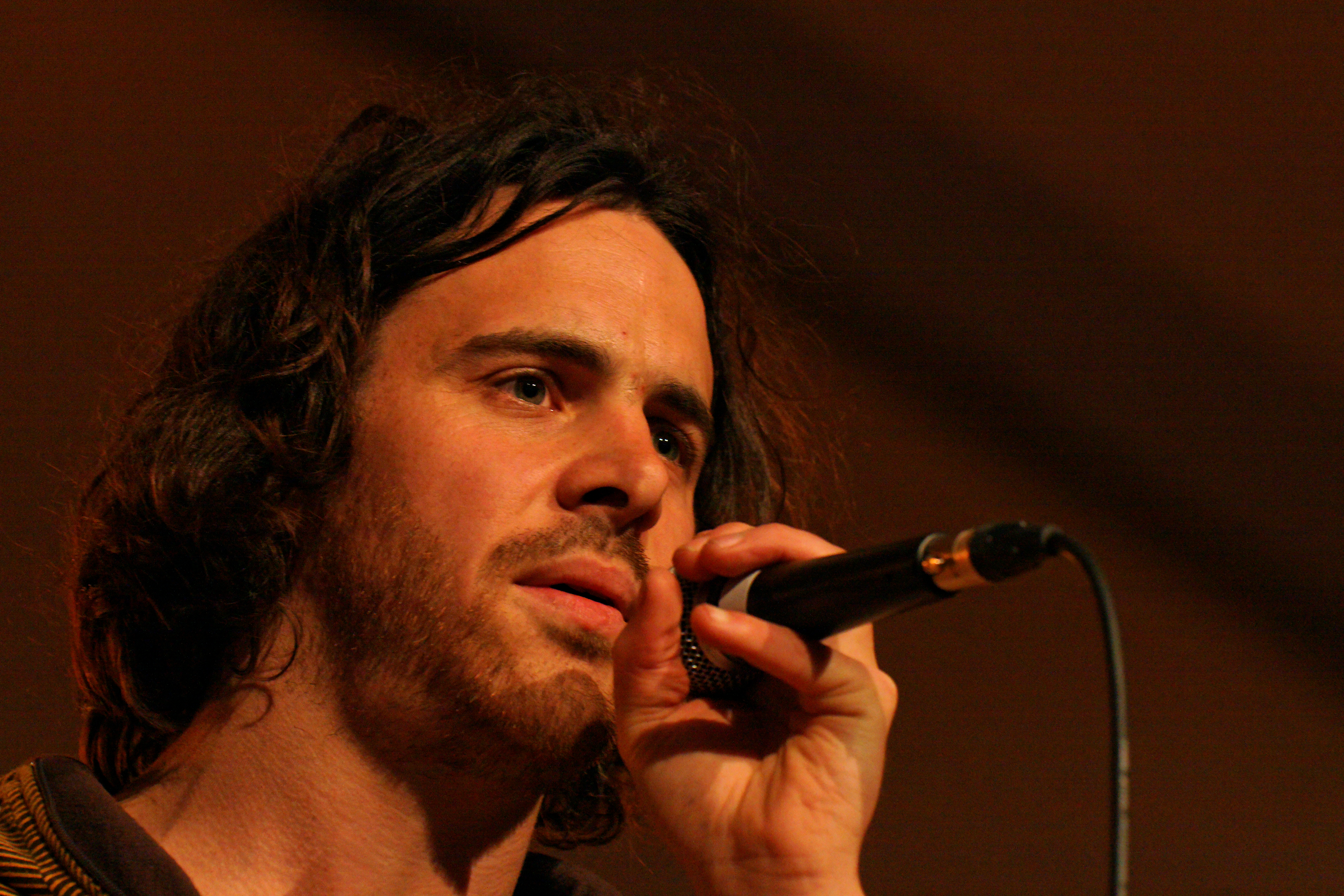
Krismenn à Quimper en 2011

- Krismenn
- Rasta Bigoud

### Exemples de chants de kan ha diskan
- Ar verjelenn plinn
- An anduilhenn ton bale
- Ton ar wiski du plinn